# クープマンズの定理
クープマンズの定理（クープマンズのていり、英: Koopmans' theorem）はチャリング・クープマンスによって1934年に発表された分子の第一イオン化エネルギーと電子親和力を見積もる定理である。クープマンズの定理は、閉殻ハートリー＝フォック法（HF）において分子系の第一イオン化エネルギーは最高被占分子軌道（HOMO）の軌道エネルギーの負数と等しい、と言明する:92-93
:133-139。
クープマンズの定理は、イオンの軌道が中性分子の軌道と同一であると仮定するならば（固定軌道近似、frozen orbital approximation）、制限ハートリー＝フォック法の文脈において正確である。このやり方で計算されたイオン化エネルギーは実験と定性的に一致する。小分子の第一イオン化エネルギーは誤差が2電子ボルト未満であることが多い。したがって、クープマンズの定理の信頼性は根底にあるハートリー＝フォック波動関数の精度と密接に関係している。誤差の2つの主な原因は軌道緩和（系の電子数が変化した時のフォック演算子とハートリー＝フォック軌道における変化を指す）と電子相関（全多体波動関数をハートリー＝フォック波動関数、すなわち対応する自己無撞着的なフォック演算子の固有関数である軌道から成る単一のスレイター行列式で表すことの信頼性）である。実験値と高精度ab initio計算の経験的比較は、全てではないにせよ多くの場合において緩和効果によるエネルギー補正が電子相関による補正をほとんど打ち消していることを示唆している。
電子数の変化による軌道緩和を考慮した手法としてはΔSCF法（中性分子とカチオンのエネルギー差を取る）が挙げられる:88-89。ただし、HF計算に基づくΔSCF法では軌道緩和の無視による誤差と電子相関の無視による誤差が打ち消し合わなくなり電子相関の無視による誤差だけが残るため、クープマンズの定理の方が実験値に近くなることもある。
同様の定理は密度汎関数理論（DFT）に存在し、正確な第一垂直イオン化エネルギーおよび電子親和力をコーン＝シャム軌道のHOMOおよびLUMOと関連付けている。しかし、導出と正確な言明はどちらもクープマンズの定理のものと異なる。DFT（コーン＝シャム）軌道エネルギーから計算されるイオン化エネルギーはクープマンズの定理のものより大抵良くなく、使われる交換-相関近似に依存して誤差は2電子ボルトよりもかなり大きい。典型的な近似を使うと。LUMOエネルギーは電子親和力とほとんど相関を示さない。

## 一般化
クープマンズの定理は元々は制限（閉殻）ハートリー＝フォック波動関数からのイオン化エネルギーの計算について述べていたものの、この用語はそれ以後、系の電子数の変化によるエネルギー変化を計算するために軌道エネルギーを用いるやり方としてより一般化された意味を帯びるようになった。

### 基底状態および励起状態イオン
クープマンズの定理は、あらゆる被占分子軌道から電子を取り除いて陽イオンが形成されることに当てはまる。異なる被占分子軌道からの電子の除去は異なる電子状態のイオンをもたらす。これらの状態のうち最低のものが基底状態であり、これは、常にではないが、HOMOからの電子の除去によって生じることが多い。その他の状態は励起電子状態である。
例えば、H2O分子の電子配置は (1a1)2 (2a1)2 (1b2)2 (3a1)2 (1b1)2 である（記号a1、b2、およびb1は分子対称性に基づく軌道の分類）。クープマンズの定理から、1b1 HOMOのエネルギーは基底状態 (1a1)2 (2a1)2 (1b2)2 (3a1)2 (1b1)1 にあるH2O+ イオンを形成するイオン化エネルギーに対応する。2番目の高いMO 3a1のエネルギーは励起状態 (1a1)2 (2a1)2 (1b2)2 (3a1)1 (1b1)2 にあるイオンを指す。この場合、イオンの電子状態の順序は軌道エネルギーの順序に対応する。励起状態イオン化エネルギーは光電子分光法によって測定することができる。
H2Oでは、これらの軌道の（符号を変えた）近ハートリー＝フォック軌道エネルギーは1a1 559.5、2a1 36.7、1b2 19.5、3a1 15.9、1b1 13.8 eVである。対応するイオン化エネルギーは539.7、32.2、18.5、14.7、12.6 eVである。上で説明したように、これらのずれは軌道緩和の効果や分子および様々なイオン化状態間の電子相関エネルギーの差によるものである。
N2では対照的に、軌道エネルギーの順序はイオン化エネルギーの順序と同一ではない。大きな基底関数系を用いた近ハートリー＝フォック計算は、1πu 結合性軌道がHOMOであることを示す。しかしながら、最低イオン化エネルギーは3σg結合性軌道からの電子の除去に対応する。この場合、ずれの原因は主に2つの軌道間の相関エネルギーの差に帰せられる。

### 電子親和力
時折、クープマンズの定理は対応する系の最低空分子軌道（LUMO）のエネルギーとして電子親和力の計算も可能にする、と主張されることがある。しかしながら、クープマンズの原論文は、HOMOに対応するものの他はフォック演算子の固有値の重要性に関して何も主張していない。にもかかわらず、電子親和力を計算するためにクープマンズの元の言明を一般化するのは容易である。
このクープマンズの定理の言明を使った電子親和力の計算は、仮想（空）軌道が根拠の確かな物理的解釈を持たないこと、そしてそれらの軌道エネルギーは計算に使用される基底関数系の選択に非常に敏感であることを理由として批判されてきた。基底関数系がより完全になる程、興味のある分子上には実際にはない「分子」軌道がますます現われ、電子親和力を見積るためにこれらの軌道を使用しないことに注意されなければならない。
実験と高精度計算の比較は、このやり方で予測された電子親和力が一般的にかなり良くないことを示している。これは、電子親和力を見積る場合に軌道緩和による誤差と電子相関による誤差が同じ側に出て、HOMOの場合のように互いに打ち消さないためであり、実験値と推定値の符号すら合わないことも多い。

### 開殻系
クープマンズの定理は開殻系にも適用可能である。以前は、これは不対電子を取り除く場合にのみ当てはまると考えられていたが、一般にROHFに対するクープマンズの定理の信頼性は証明されている（ただし正確な軌道エネルギーが使われているならば）。上向きスピン（α）および下向きスピン（β）軌道エネルギーは必ずしも同じでなくてもよい（拘束条件付き非制限HF法; constrained UHF, CUHF）。

## 密度汎関数理論において相当する定理
コーン＝シャム（KS）密度汎関数理論（KS-DFT）は、ハートリー＝フォック理論のものと非常に似た考え方でDFT版のクープマンズの定理（DFT-クープマンズの定理と呼ばれることがある）を認める。この定理は、{\displaystyle N}電子の系の第一（垂直）イオン化エネルギー{\displaystyle I}を対応するKS HOMOエネルギー{\displaystyle \epsilon _{H}} の負数と同一視する。より一般的には、この関係は、KS系が非整数個の電子{\displaystyle N-\delta N}（{\displaystyle N}は整数; {\displaystyle \delta N\to 0}）を持つゼロ度アンサンブルについて記述している時でさえも成り立つ。{\displaystyle N+\delta N}個の電子を考える時、無限小の余剰電荷はN電子系のKS LUMOに入るが、正確なKSポテンシャルは「微分不連続性（derivative discontinuity）」と呼ばれる定数によって急に変化する。垂直電子親和力はLUMOエネルギーと微分不連続性の和の負数と厳密に等しい、と主張することができる。
ハートリー＝フォック理論におけるクープマンズの定理の（軌道緩和の無視による）近似的立場とは異なり、厳密なKSマッピングにおいてこの定理は厳密であり、軌道緩和の効果を含んでいる。この厳密な関係の大雑把な証明は3段階からなる。はじめに、全ての有限な系について、{\displaystyle I}は密度の{\displaystyle |\mathbf {r} |\to \infty }漸近形を決定する（{\textstyle n(\mathbf {r} )\to \exp \left(-2{\sqrt {{\frac {2m_{\rm {e}}}{\hbar }}I}}|\mathbf {r} |\right)}のように減衰する）。次に、（物理的な相互作用のある系はKS系と同じ密度を持つため）当然の帰結として、どちらも同じイオン化エネルギーを持つ。最後に、KSポテンシャルは無限遠においてゼロであるため、KS系のイオン化エネルギーは、定義により、そのHOMOエネルギーの負数であり、したがって最終的に{\displaystyle \epsilon _{H}=-I}となる。
これらはDFTの形式化において厳密な言明であるのに対して、近似交換-相関ポテンシャルの使用により計算されるエネルギーは近似的となり、しばしば軌道エネルギーは対応するイオン化エネルギーと全く異なる（数eVの差さえ生じる）。
調整手順によってDFT近似にクープマンズの定理を「課す」ことができ、それによって実際の応用においてその関連予測の多くが改善される。近似DFTにおいて、エネルギー曲率の概念を使ってクープマンズの定理からのずれを高精度に見積ることができる :157。